# Hormizm
Hormizm (z grec. 'horme' – napęd) – teoria psychologiczna stworzona przez angielskiego psychiatrę i psychologa Williama McDougalla.

## Założenia
Hormizm opiera się na teorii instynktów:

Umysł ludzki ma pewne odziedziczone i wrodzone tendencje, stanowiące istotne źródła wszystkich myśli i czynów, czy to osobniczych, czy to zbiorowych, lub będące dla nich siłami motywacyjnymi, a zarazem bazą, z której stopniowo pod wpływem uzdolnień intelektualnych rozwija się charakter i wola jednostek i narodów (...).

Instynkt według Mc Dougalla to wrodzona i odziedziczona dyspozycja psychofizyczna. Wyróżnił on siedem instynktów podstawowych:
- instynkt ucieczki i uczucie strachu,
- instynkt odrzucenia i uczucie wstrętu,
- instynkt ciekawości i uczucie zdziwienia,
- instynkt walki i uczucie gniewu,
- instynkt samoponiżenia i uczucie poddania się,
- instynkt samoutwierdzenia i uczucie górowania,
- instynkt rodzicielski i uczucie tkliwości.

Dodatkowo Mc Dougall wyróżnił cztery instynkty złożone:
- seksualny,
- stadny,
- zdobywania,
- konstrukcji.

Ponadto według teorii hormizmu ludzi cechuje pięć tendencji wrodzonych do: sympatii, czyli sympatycznej idukcji uczuć, sugestii i sugestywności, naśladownictwa, zabawy oraz temperament.
W hormizmie instynktom przypisuje się rolę podobną do tej, jaką pełni popęd seksualny w psychoanalizie Freuda: są one motorem napędzającym ludzką działalność, leżą u podstaw kultury.

## Krytyka
Głównym zarzutem wobec hormizmu była liczba wyróżnionych przez Mc Douglla instynktów. Kolejni badacze poszerzali ich listę.